# Rube Goldberg
Reuben Garret Lucius Goldberg, meglio conosciuto col diminutivo Rube (San Francisco, 4 luglio 1883 – New York, 7 dicembre 1970), è stato un fumettista statunitense, vincitore del Premio Pulitzer per la satira nel 1948.

## Biografia
Rube Goldberg è soprattutto famoso per aver inserito nei suoi fumetti macchine estremamente complicate costruite per l'esecuzione di azioni semplicissime, come mettere il dentifricio sullo spazzolino o pulirsi la bocca dopo aver mangiato. Per questo viene chiamata "macchina di Rube Goldberg" qualsiasi attività o meccanismo estremamente (e inutilmente) complicato, anche in senso lato.

## Riconoscimenti

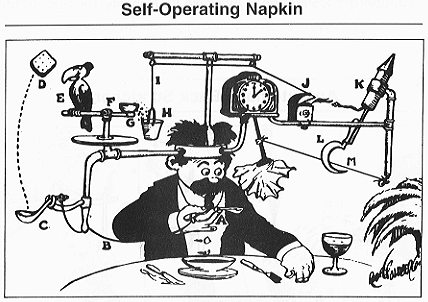
Il tovagliolo automatico, una delle invenzioni di Rube Goldberg

Nel 1995 Rube Goldberg's Inventions fu una delle venti serie a fumetti inclusi nella serie commemorativa di francobolli statunitensi Comic Strip Classics.

## Filmografia
- Losing Weight (1916)